# Alberto Márcico
Alberto José Márcico (Paso de los Libres, 13 maggio 1960) è un ex calciatore argentino, di ruolo attaccante.

## Caratteristiche tecniche
Giocava come attaccante e centrocampista. Arrivò a ricoprire i ruoli di centravanti, trequartista e centrocampista di fascia sinistra.

## Carriera

### Club
Nato a Paso de los Libres, nella Provincia di Corrientes, debuttò in Primera División argentina con il Ferro Carril Oeste nel corso del Metropolitano 1980, torneo in cui disputò 6 gare totali. Divenne un titolare del Ferro nel Metropolitano 1981, in cui scese in campo per 30 volte, andando anche a segno in due occasioni. Il primo titolo a livello nazionale arrivò nel Nacional 1982, allorché il Ferro Carril Oeste conquistò il trofeo. Nel Nacional 1984 si ripeté la vittoria del campionato; nel Metropolitano dello stesso anno Márcico giocò la miglior stagione della sua carriera a livello realizzativo, segnando 17 gol in 35 gare e contribuendo al secondo posto della sua squadra. Al termine dell'annata fu nominato Calciatore argentino dell'anno e si guadagnò il trasferimento in Europa: difatti, dopo aver preso parte al Nacional 1985 fu acquistato dal Tolosa, compagine francese. Nella Première Division ebbe un buon impatto alla prima stagione, con 10 gol in 37 incontri; l'anno seguente stabilì il proprio primato personale con 14 gol in 25 partite. Con la formazione dalla maglia bianco-viola partecipò a due edizioni della Coppa UEFA, per un totale di 2 marcature in 4 gare, e a sette edizioni della Coppa di Francia, con 15 presenze e 3 reti. Per tutto il suo periodo nei Midi-Pirenei fu costantemente in titolare: delle 227 partite ne giocò 220 dall'inizio. Tornò in Argentina, firmando un contratto con il Boca Juniors di Buenos Aires: con gli xeneizes giocò cinque stagioni, vincendo l'Apertura 1992. Passato al Gimnasia di La Plata per il Clausura 1996, vi debutta con 10 gol in 14 partite. Successivamente, vi giocherà altri 17 incontri, ritirandosi dopo l'Apertura 1998.

### Nazionale
Il 24 agosto 1983 debuttò con la Nazionale maggiore nell'ambito della Copa América 1983, giocando da titolare contro il Brasile al Monumental, venendo poi sostituito al 78º minuto da Víctor Ramos. Partecipò anche agli incontri con Ecuador, rimanendo in campo fino al fischio finale, e al ritorno di Rio de Janeiro con il Brasile, uscendo all'82º per Ponce.

## Palmarès

### Club

#### Competizioni nazionali
- Campionato argentino: 3

Ferro Carril Oeste: Nacional 1982, Nacional 1984
Boca Juniors: Apertura 1992

#### Competizioni internazionali
- Copa Master de Supercopa: 1

Boca Juniors: 1992
- Copa de Oro: 1

Boca Juniors: 1993

### Individuale
- Calciatore argentino dell'anno: 1

1984
- Equipo Ideal de América: 1

1992